# Valentin Bayer
Valentin Bayer (* 8. Dezember 1999) ist ein österreichischer Schwimmer. Bei den Schwimmeuropameisterschaften 2022 holte er mit der Staffel über 4 × 100 Meter Lagen die Bronzemedaille und bei den Schwimmeuropameisterschaften 2024 die Goldmedaille.

## Leben
Valentin Bayer von der Schwimmunion Mödling ist Sportler des Heeresleistungssportzentrum (HLSZ) Südstadt des Österreichischen Bundesheers.
Im August 2022 kam er bei den Europameisterschaften in Rom über 50 und 100 Meter Brust jeweils auf den vierten Platz. Dort unterbot er über 100 Meter Brust den österreichischen Rekord von Bernhard Reitshammer um 0,17 Sekunden.
Mit der Schwimmstaffel holte er bei der EM 2022 über 4 × 100 m Lagen die Bronzemedaille. Damit sorgten Bernhard Reitshammer (Rücken), Valentin Bayer (Brust), Simon Bucher (Delfin) und Heiko Gigler (Kraul) für die zweite EM-Medaille einer Staffel des Österreichischen Schwimmverbandes (OSV). Davor eroberten Dominik Koll, Markus Rogan, David Brandl und Dinko Jukić 2008 in Eindhoven über 4 × 200 m Kraul eine EM-Staffel-Medaille. Im Juni 2022 kamen Reitshammer, Bayer, Bucher und Gigler bei den Schwimmweltmeisterschaften 2022 auf Platz sieben.
Bei den Weltmeisterschaften 2024 in Doha erreichte er im Februar 2024 mit der Männer-Staffel Platz sechs und qualifizierte sich damit für die Teilnahme an den Olympischen Spielen 2024 in Paris. Bei den Schwimmeuropameisterschaften 2024 in Belgrad holte die OSV-Männer-Staffel mit Reitshammer, Bayer, Bucher und Gigler die Goldmedaille über 4 × 100 m Lagen.